# ルートヴィヒ・ツー・メクレンブルク
ルートヴィヒ・ツー・メクレンブルク（Ludwig zu Mecklenburg, 1725年8月6日 - 1778年9月12日）は、メクレンブルク＝シュヴェリーン公家の公子。1756年より公領の世継であった。初代メクレンブルク＝シュヴェリーン大公フリードリヒ・フランツ1世の父。

## 生涯
ルートヴィヒは、メクレンブルク＝シュヴェリーン公クリスティアン・ルートヴィヒ2世（1683年 - 1756年）とその妻グスタフェ・カロリーネ（1694年 - 1748年、メクレンブルク＝シュトレーリッツ公アドルフ・フリードリヒ2世の娘）の第3子、次男としてメクレンブルク＝シュヴェリーンのグラーボウで生まれた。
1756年に父が亡くなると、兄フリードリヒ2世が公位を継承し、兄に嗣子がいなかったためルートヴィヒが後継者に指名されたが、兄に先立ち1778年に死去した。1785年に兄フリードリヒ2世が死去すると、ルートヴィヒの息子のフリードリヒ・フランツがメクレンブルク＝シュヴェリーン公（後にメクレンブルク＝シュヴェリーン大公）位を継承した。

## 結婚と子女
ルートヴィヒは1755年5月13日にシュヴェリーンにおいて、ザクセン＝コーブルク＝ザールフェルト公フランツ・ヨシアスとアンナ・ゾフィア・フォン・シュヴァルツブルク＝ルードルシュタットの娘シャルロッテ・ゾフィー・フォン・ザクセン＝コーブルク＝ザールフェルト（1731年 - 1810年）と結婚した。2人の間には1男1女が生まれた。
- フリードリヒ・フランツ1世（1756年 - 1837年） - メクレンブルク＝シュヴェリーン公、後にメクレンブルク＝シュヴェリーン大公
- ゾフィー・フリーデリケ（1758年 - 1794年） - デンマーク王子フレゼリクと結婚、デンマーク王クリスチャン8世の母